# Maska kineskopu

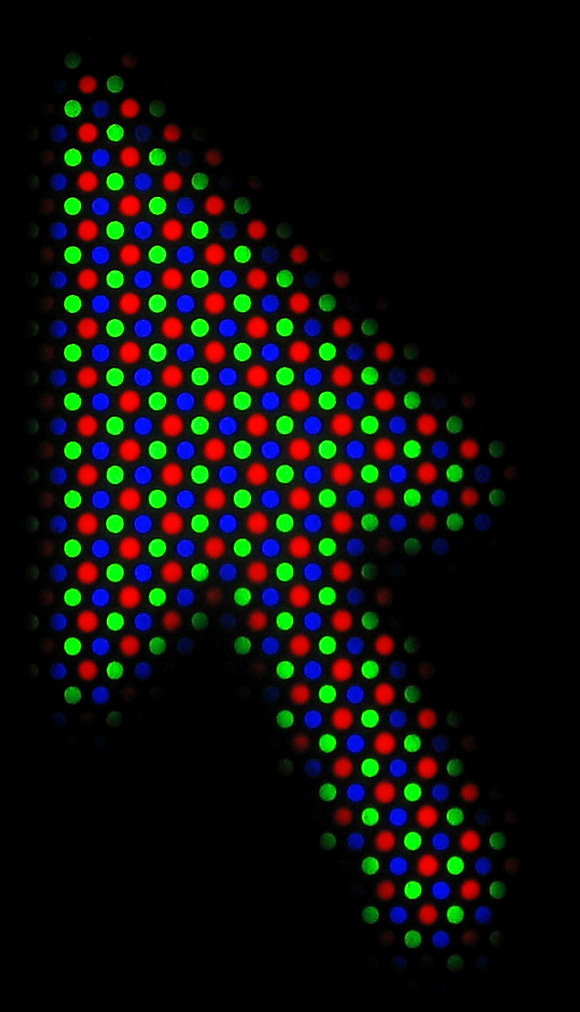
Luminofor dla maski typu delta

Maska kineskopu (również maskownica) – perforowana metalowa przesłona, która służy do nakierowywania wiązek elektronów wysyłanych przez działo elektronowe na właściwe punkty luminoforu.

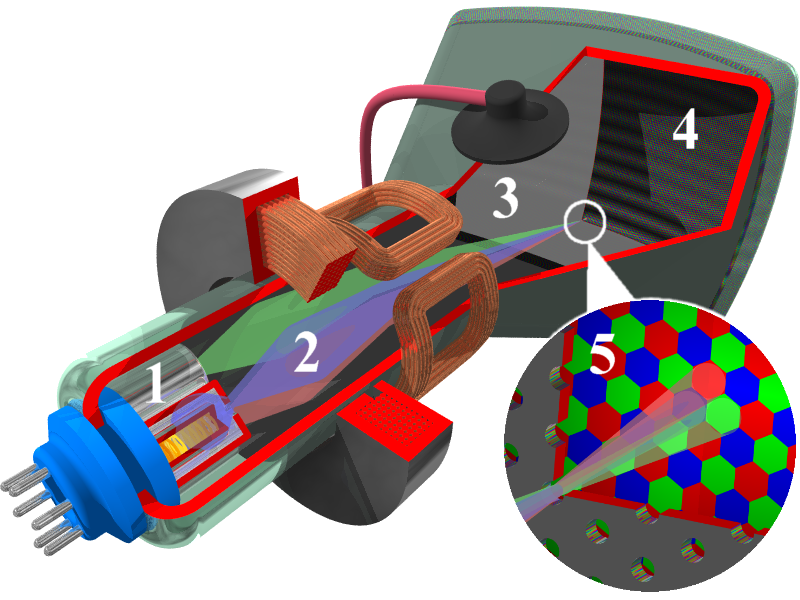
Kineskop kolorowy delta:
1. działa elektronowe
2. wiązki elektronów
3. maska separująca wiązki RGB
4. luminofor z obszarami RGB
5. powiększenie fragmentu luminoforu

## Rodzaje masek

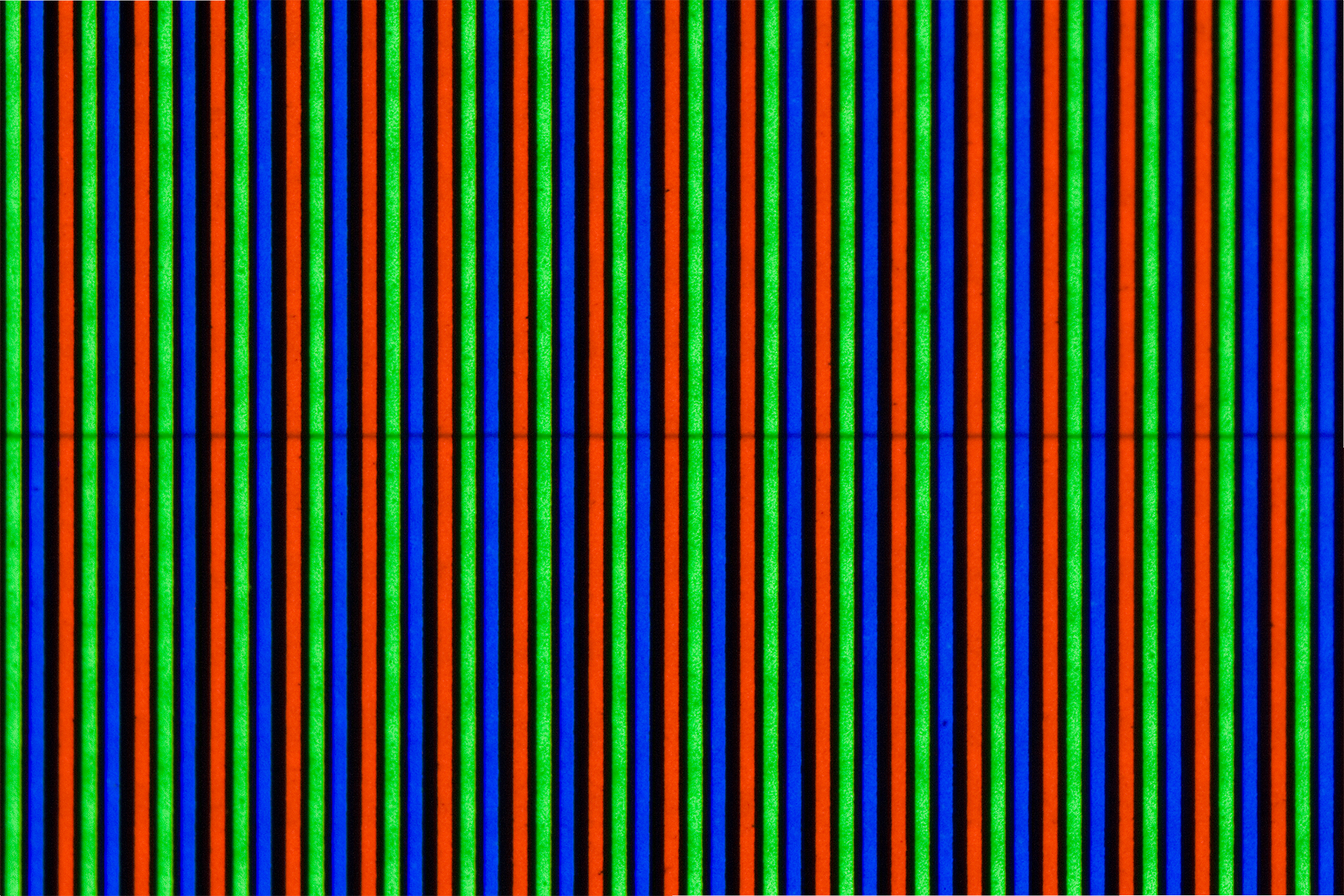
Powiększenie obrazu na kineskopie Trinitron. Widoczny poziomy cień rzucany przez element stabilizujący.

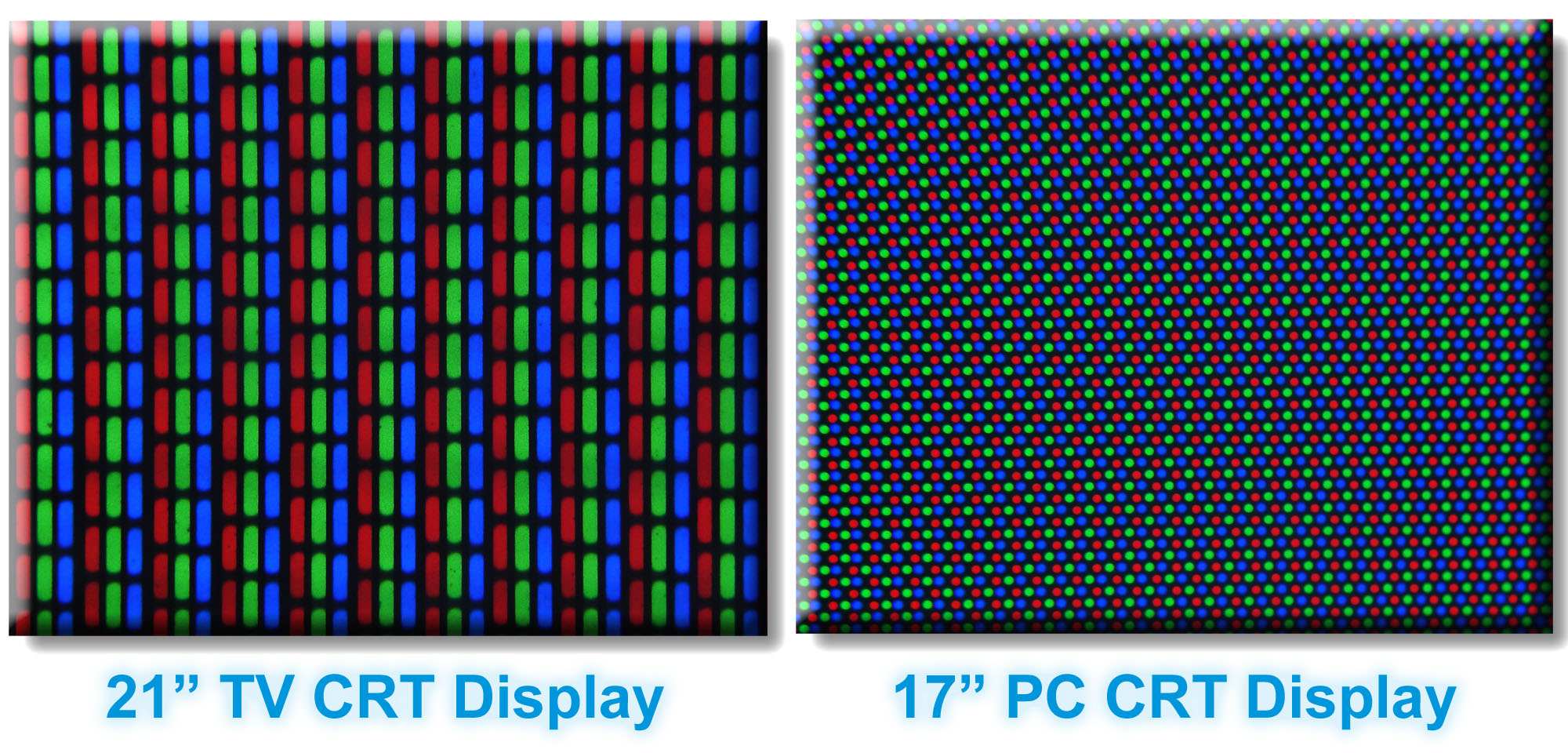
Porównanie obrazu na masce IL i delta

Delta – maska otworowa, zrobiona z arkusza blachy z rozmieszczonymi regularnie małymi otworami. Działa elektronowe, luminofor jak i otwory maski umieszczone są w wierzchołkach trójkąta (Trio Delta). Wadą tego typu maski jest słaby kontrast uzyskiwanego obrazu, ale zaletą stosunkowo niskie koszty produkcji. Układ ten był pierwszym układem działania kineskopów kolorowych, ale wykorzystywano go przez cały okres ich produkcji; może być stosowany w kineskopach sferycznych.
IL (ang. In Line; później PIL – Precision IL) – wprowadzony jako unowocześnienie układu delta. Maska stosowana do układu dział elektronowych umieszczonych w jednej poziomej linii. Wykonana jest z arkusza blachy z podłużnymi, owalnymi otworami. Luminofor jest rozmieszczony w postaci krótkich pionowych pasków odpowiadających otworom w masce. Zastosowanie podłużnych otworów zwiększa jasność kineskopu, daje niezły kontrast odwzorowanego obrazu.
Trinitron (właśc. Aperture Grill) – maska szczelinowa używana podobnie jak IL do dział umieszczonych w jednej linii; składa się z ramki, w której umieszczone są pionowe nacięcia (na całej wysokości ekranu) lub – zwłaszcza w monitorach, których ekran jest częścią walca bądź jest płaski – pionowe druty rozpięte na ramce. Charakteryzuje się wysoką jasnością i kontrastem wyświetlanego obrazu oraz dobrym odwzorowaniem barw. Luminofor w tej masce rozmieszczony jest w postaci pasków na całej wysokości ekranu. Podstawową wadą tej maski jest cień, który na ekran monitora rzucają cienkie poziome druciki podtrzymujące i stabilizujące strukturę maski oraz dość wysoka cena produkcji. Cień ten jednak jest widoczny tylko w przypadku wyświetlania bardzo jasnego obrazu na kineskopie. Ponadto w niektórych wypadkach długie pionowe elementy mogą wpadać w rezonans na skutek głośnych dźwięków z otoczenia.